# Бюлетень УГГТ
Бюлетень Українського генеалогічного і геральдичного товариства (бюлетень УГГТ) — інформаційний вісник для членів Українського генеалогічного і геральдичного товариства.
Виходив друком українською мовою в 1963–1971 роках у міста Маямі штату Флорида, США.
- У 1963–1968 рр. — двомісячник,
- у 1969–1970 рр. — квартальник,
- у 1971 р. з'являвся раз на півріччя.

Містив хроніку життя УГГТ, бібліографічні замітки та статті з української геральдики, генеалогії, вексилології та сфрагістики.
Редактором цього бюлетеню був — Климкевич Роман.